# Alessandro Diogo Alves
Alessandro Diogo Alves, oder Alessandro Antoniak Alves (* 11. Juni 1983), auch Alessandro Alves genannt, ist ein ehemaliger brasilianischer Fußballspieler.

## Karriere
Alessandro Diogo Alves stand bis 2009 beim Náutico Capibaribe im brasilianischen Recife unter Vertrag. Der Verein spielte in der Campeonato Brasileiro da Série A. Mitte 2009 wechselte er zu CA Metropolitano. Nach drei Jahren verließ er Mitte 2012 seine Heimat und ging nach Asien. Hier unterschrieb er in Thailand einen Vertrag bei Army United. Mit dem Verein aus der thailändischen Hauptstadt Bangkok spielte er in der ersten Liga des Landes, der Thai Premier League. Nach mindestens 19 Erstligaspielen unterschrieb er Mitte 2016 einen Vertrag beim Drittligisten Ubon UMT United. Mit dem Verein aus Ubon Ratchathani spielte er in der dritten Liga, der damaligen Regional League Division 2. Mit dem Verein wurde er Ende 2015 Vizemeister der North/Eastern Region. Nach den Aufstiegsspielen zur zweiten Liga wurde man erster und stieg in die zweite Liga auf. Ende 2016 beendete er seine Laufbahn als Fußballspieler.